# Cal Masover (la Pedra)
Cal Masover o la Barraca de Cal Masover és una masia del poble de la Pedra, al municipi de la Coma i la Pedra, a la Vall de Lord (Solsonès).